# Hiantoporidae
Hiantoporidae zijn een familie van mosdiertjes (Bryozoa) uit de orde van de Cheilostomatida. De wetenschappelijke naam ervan is in 1893 voor het eerst geldig gepubliceerd door Gregory.

## Geslachten
- Hiantopora MacGillivray, 1887
- Tremopora Ortmann, 1890